# Strix varia
Strix varia é uma espécie de ave estrigiforme pertencente à família Strigidae.

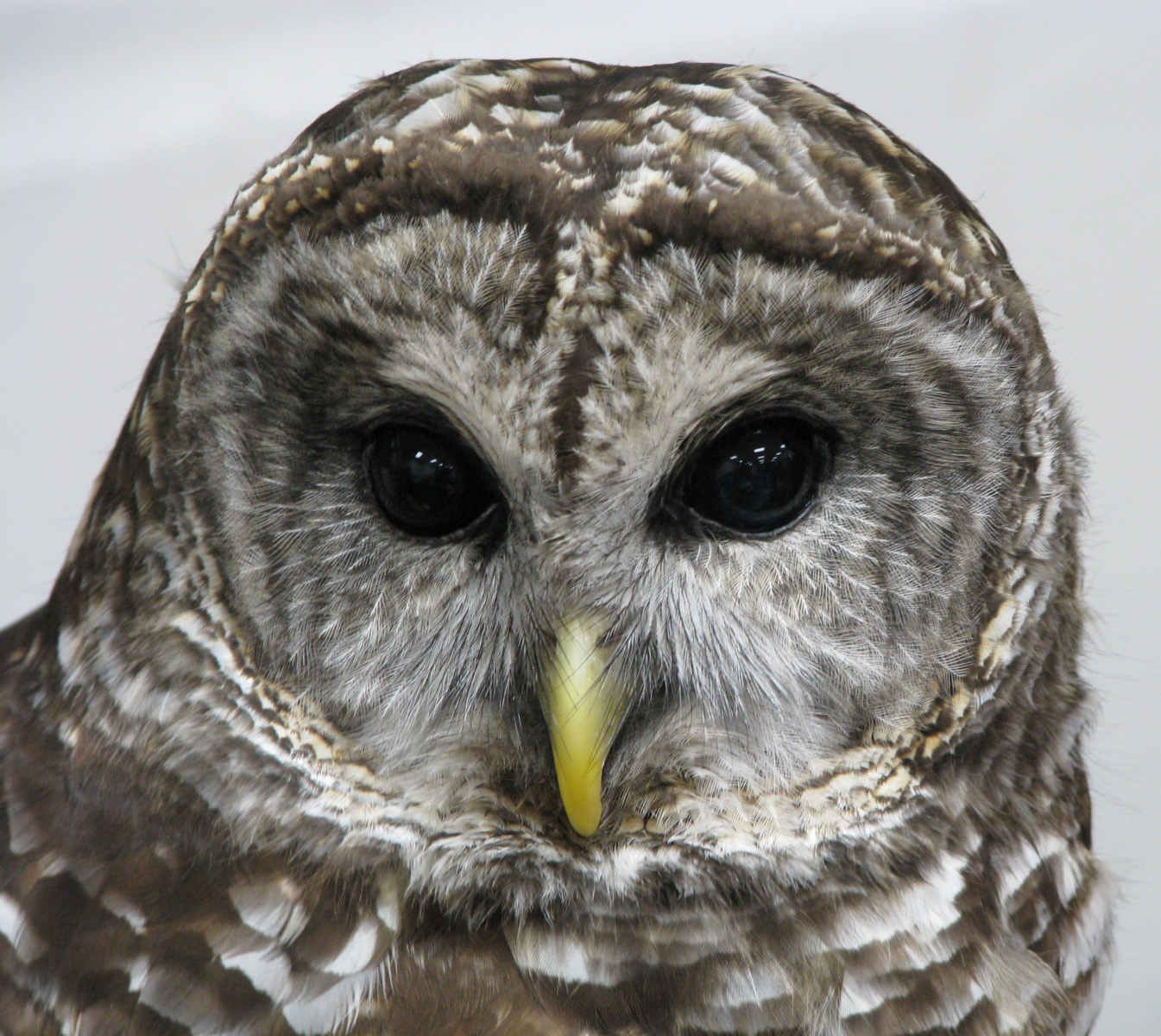
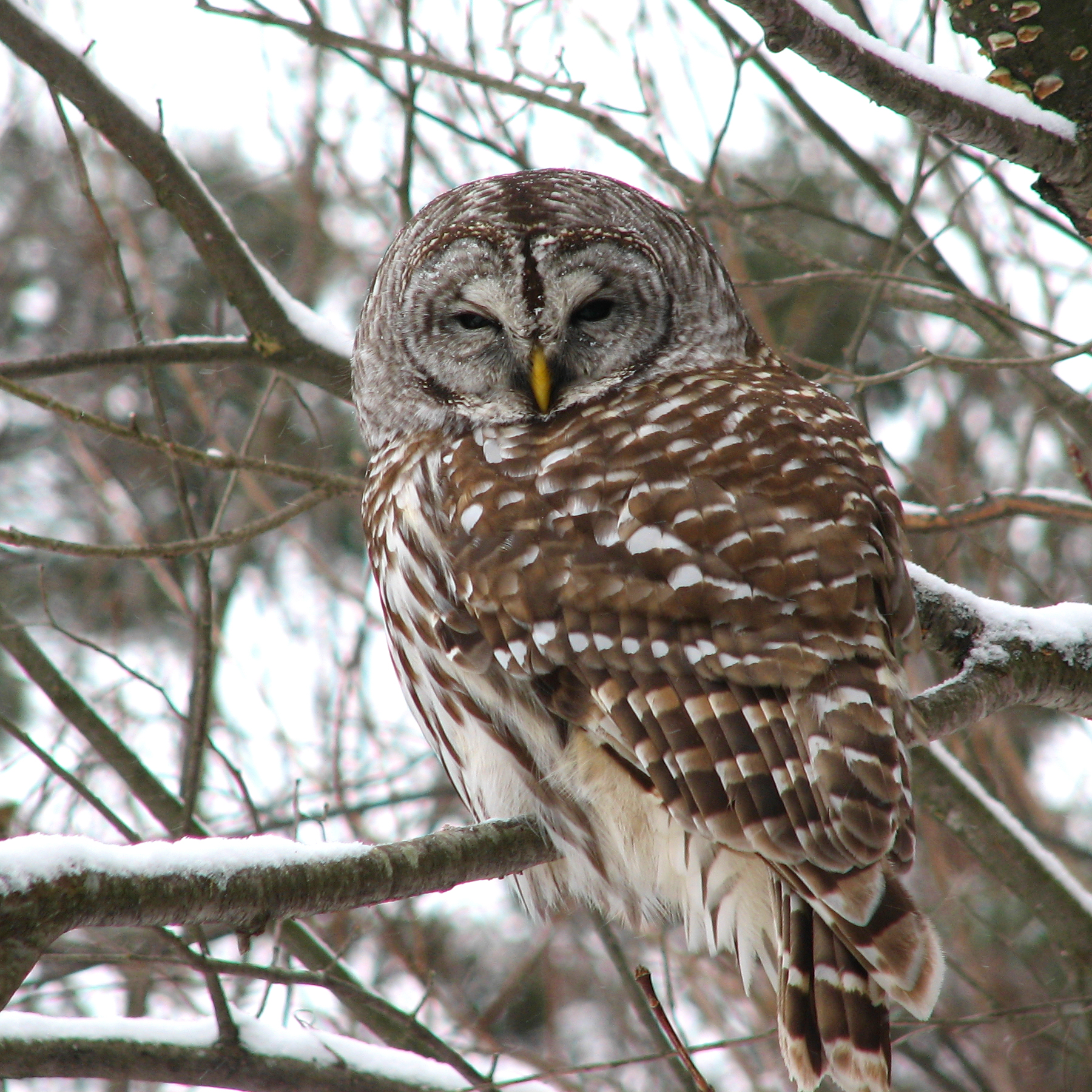
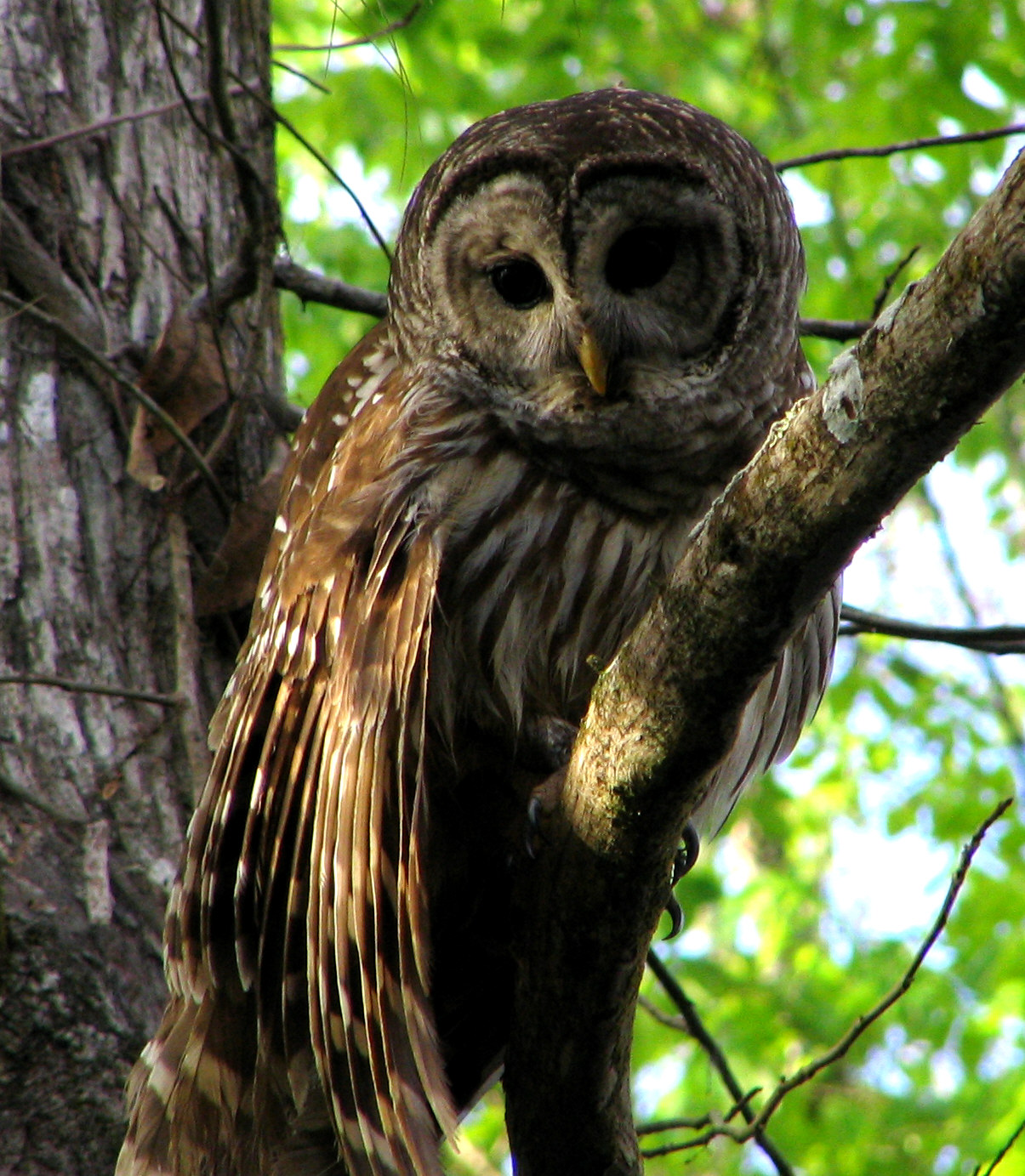
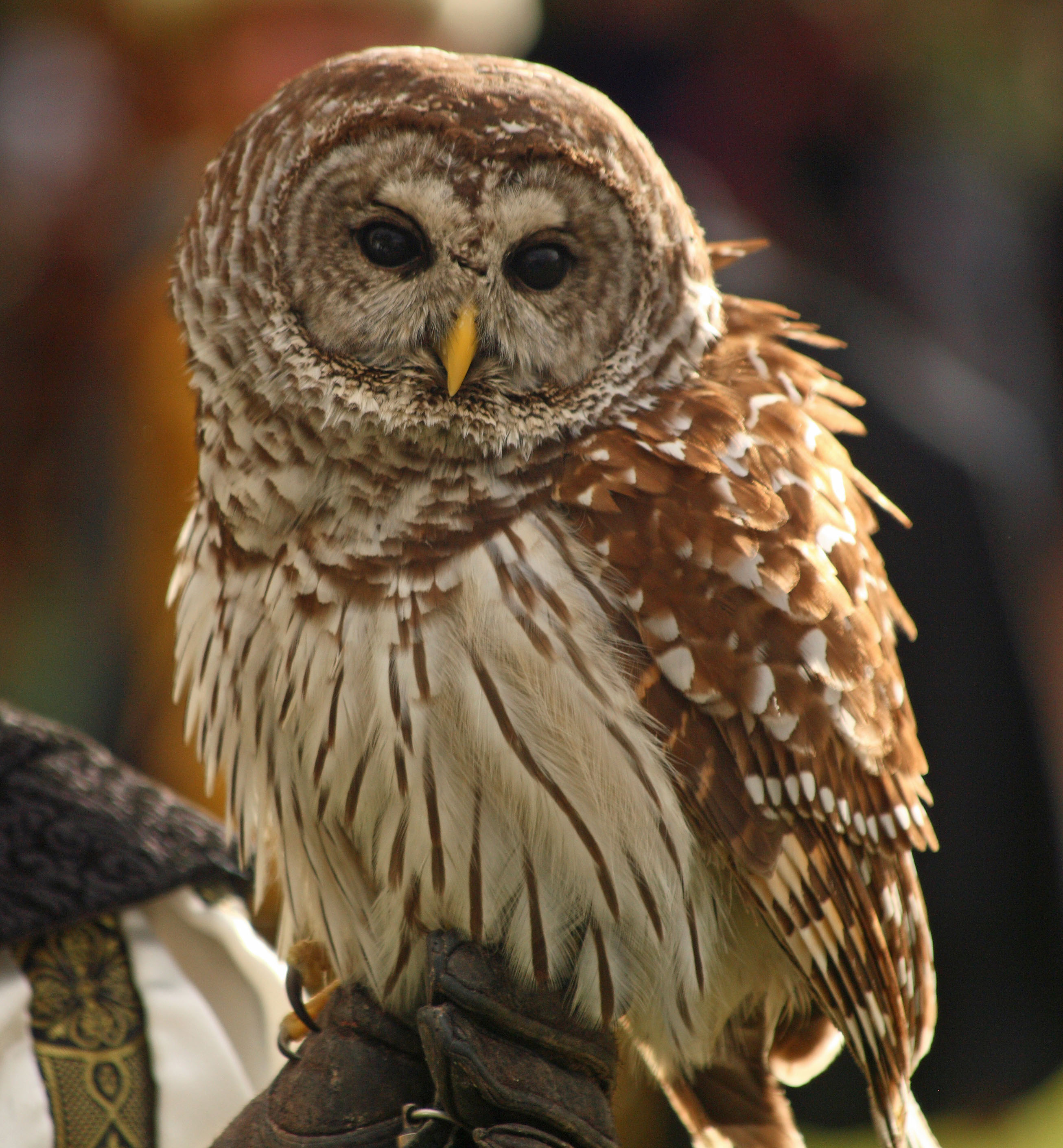
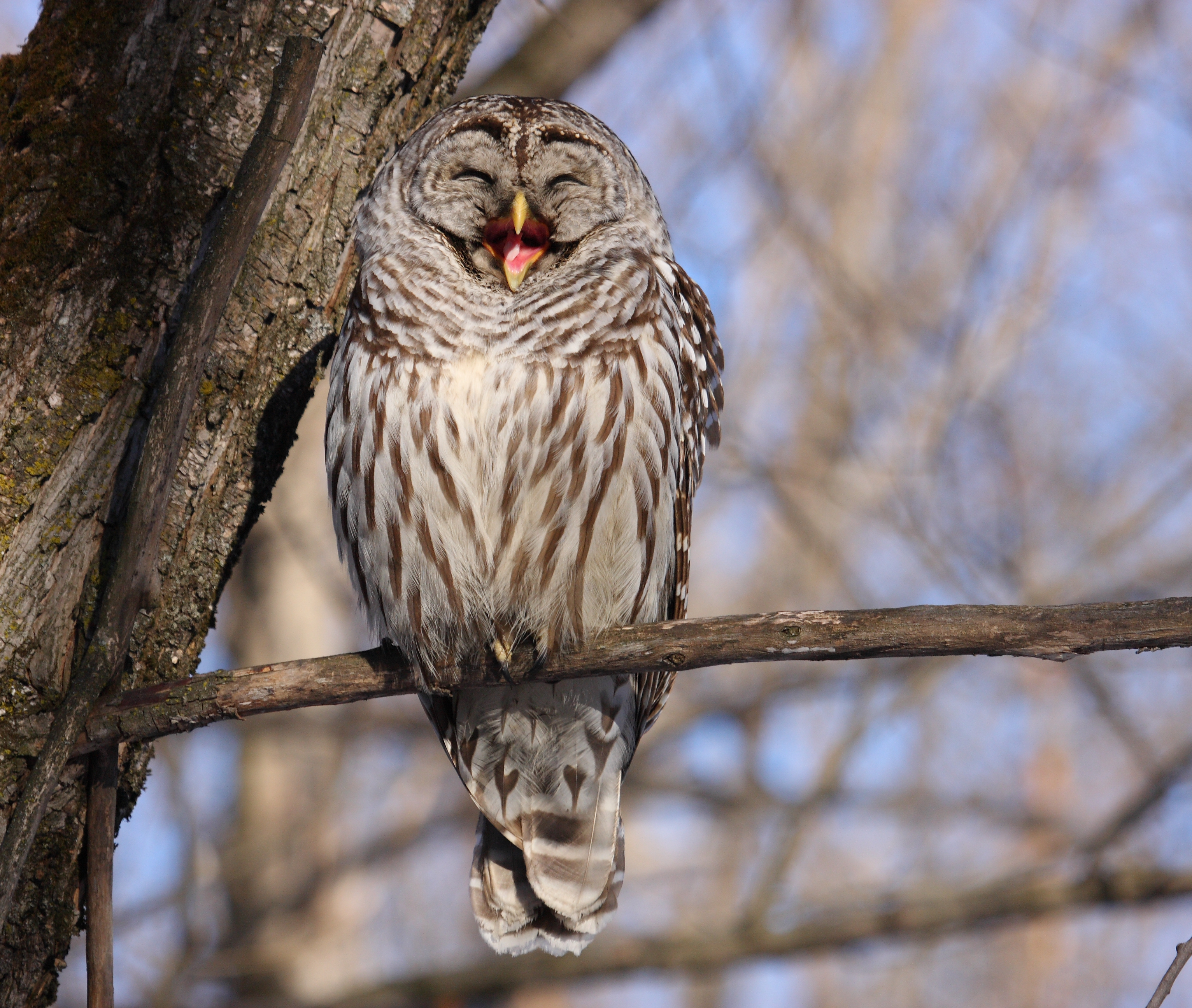